# Milos Columbo
Milos Columbo is een personage uit de James Bond-film For Your Eyes Only (1981), gespeeld door acteur Chaim Topol.
Columbo komt voor het eerst in beeld wanneer dubbelagent Aristotle Kristatos Columbo aanwijst als de vijand, wanneer ze in het casino van Columbo aan het eten zijn. Columbo heeft echter het gesprek opgenomen en nodigt Bond uit op een gesprek. Columbo zegt dat niet hij, maar Kristatos de vijand is. Om dit te bewijzen laat Columbo een smokkelopslagplaats van Kristatos zien in Albanië. Columbo neemt ook deel aan de finale missie om Kristatos aan te vallen. In deze missie doodt Columbo Kristatos met een mes.